# Yan’an
Yan’an (chinesisch 延安市, Pinyin Yán’ān Shì, W.-G. Yen-an) ist eine bezirksfreie Stadt im Norden der Provinz Shaanxi am Gelben Fluss. 

## Geographie
Sie verwaltet ein Territorium von 37.031,3 Quadratkilometern, das eine Ost-West-Ausdehnung von 258 Kilometern und eine Nord-Süd-Ausdehnung von 239 Kilometern hat. Yan’an befindet sich 371 Kilometer nördlich der Provinzhauptstadt Xi’an.
Yan’an liegt auf dem Löss-Plateau, sein Relief fällt von Nordwesten in Richtung Südosten ab. Das Stadtgebiet liegt auf einer Höhe von 960 Metern, das von Yan’an verwaltete Gebiet liegt auf zwischen 388 Metern und 1809 Metern Seehöhe. Das Klima ist kontinental und trocken mit großen Temperaturunterschieden zwischen Winter und Sommer sowie Tag und Nacht. Die Jahresdurchschnittstemperatur liegt zwischen 7,7 °C und 10,6 °C bei 170 frostfreien Tagen pro Jahr. Yan’an erhält zwischen 490 und 660 Millimetern Niederschlag pro Jahr, dafür 2300 bis 2700 Sonnenstunden pro Jahr.

## Bevölkerung
Yan’an hat eine Einwohnerzahl von 2.282.581 (Stand: Zensus 2020). Im Jahre 2012 hatte Yan’an eine Gesamtbevölkerung von 2.198.100 Personen und eine registrierte Bevölkerung von 2.354.100 Personen. Die Bevölkerungszählung des Jahres 2000 hatte eine Gesamtbevölkerung von 2.016.787 Personen in 527.297 Haushalten ergeben, davon 1.057.229 Männer und 959.558 Frauen.

## Geschichte

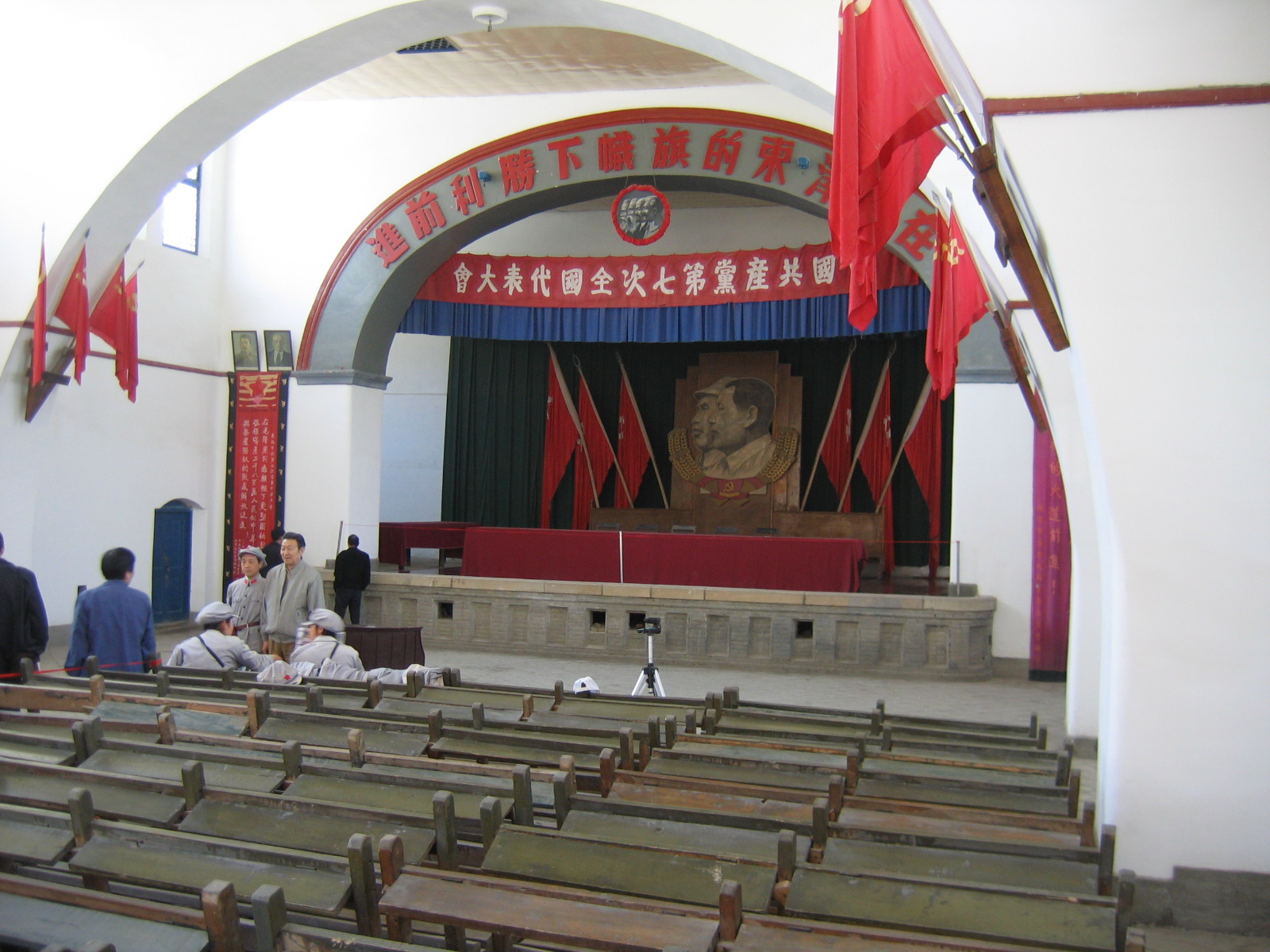
Der Konferenzsaal kann von Touristen gemietet werden

Yan’an war 1935 das Ziel des Langen Marschs und danach bis 1948 die politische und militärische Basis der Kommunistischen Partei Chinas. Darüber hinaus war Yan’an bis 1945 auch ein wichtiger Stützpunkt koreanischer Exilkommunisten, die nach dem Ende des Zweiten Weltkrieges von hier aus nach Nordkorea gingen, wo von den Sowjets ein kommunistisches Regime installiert wurde. Das Hauptquartier der kommunistischen Führung steht auf der Liste der Denkmäler der Volksrepublik China. 

## Religion
Am 11. April 1946 wurde durch Papst Pius XII. das römisch-katholische Apostolische Vikariat Yan’an, das am 15. Oktober 1696 als Apostolisches Vikariat Shaanxi errichtet worden war, zum Bistum Yan’an erhoben. Der Bischofssitz war von 1972 bis 2018 verwaist.

## Wirtschaft
Es wird hauptsächlich Weizen auf Lößboden angebaut.

## Administrative Gliederung
Auf Kreisebene setzt sich Yan’an aus zwei Stadtbezirken, einer kreisfreien Stadt und zehn Kreisen zusammen. Diese sind (Stand: Zensus 2020):
- Stadtbezirk Baota (宝塔区), 3.538 km², 640.951 Einwohner;
- Stadtbezirk Ansai (安塞区), 2.951 km², 163.135 Einwohner;
- Stadt Zichang (子长市), 2.393 km², 217.735 Einwohner;
- Kreis Yanchang (延长县), 2.361 km², 117.965 Einwohner;
- Kreis Yanchuan (延川县), 1.986 km², 139.713 Einwohner;
- Kreis Zhidan (志丹县), 3.785 km², 155.129 Einwohner;
- Kreis Wuqi (吴起县), 3.787 km², 146.167 Einwohner;
- Kreis Ganquan (甘泉县), 2.276 km², 76.929 Einwohner;
- Kreis Fu (富县), 4.183 km², 142.891 Einwohner;
- Kreis Luochuan (洛川县), 1.791 km², 201.663 Einwohner;
- Kreis Yichuan (宜川县), 2.937 km², 112.090 Einwohner;
- Kreis Huanglong (黄龙县), 2.751 km², 41.198 Einwohner;
- Kreis Huangling (黄陵县), 2.287 km², 127.015 Einwohner.[6]

Der Sitz der Regierung von Yan’an befindet sich im Stadtbezirk Baota.

## Kultur
Im Stadtbezirk Baota befinden sich die Zehntausend-Buddha-Höhle und die Gefließte Pagode auf dem Qingliangshan aus der Zeit der Song-, Yuan- und Ming-Dynastie, die auf der Liste der Denkmäler der Volksrepublik China stehen.